# Ezekiel Fryers
Ezekiel David "Zeki" Fryers (Manchester, 1992. szeptember 9. –) angol labdarúgó, aki jelenleg a Barnsleyben játszik hátvédként. A védelem közepén és bal oldalán is bevethető.

## Pályafutása

### Manchester United
Fryers 2009-ben kapott ifiszerződést a Manchester Unitednél, majd 2011-ben első profi kontraktusát is megkapta. A 2010–11-es szezonban súlyos térdsérülést szenvedett, ami miatt az idény nagy részét kihagyta. Az első csapatnál 2011. szeptember 20-án debütált, egy Leeds United elleni Ligakupa-meccsen. Kezdőként kapott lehetőséget, a védelem közepén. Október 25-én, a következő körben, az Aldershot Town ellen is pályára lépett, ekkor már balhátvédként. November 2-án a Bajnokok Ligájában is bemutatkozott, az Oțelul Galați elleni mérkőzésen csereként váltotta Jonny Evanst. Nem sokkal később a Premier League-ben is lehetőséghez jutott, a Wolverhampton Wanderers ellen a 68. percben váltotta Patrice Evrát. 2011. december 26-án ismét játszhatott bajnoki mérkőzésen, ezúttal a Wigan Athletic ellen állt be Jonny Evans helyére.
Kevés játéklehetősége miatt felvetődött, hogy a 2011–12-es szezon végén Ravel Morrisonhoz hasonlóan ő is elhagyja a csapatot, de ezt sem a klub, sem ő nem erősítette meg.

## Sikerei, díjai

### Klubcsapatban

#### Manchester United
- FA Youth Cup-győztes: 2011

## Fordítás
- Ez a szócikk részben vagy egészben  az   Ezekiel Fryers című angol Wikipédia-szócikk fordításán alapul.  Az eredeti cikk szerkesztőit annak laptörténete sorolja fel. Ez a jelzés csupán a megfogalmazás eredetét és a szerzői jogokat jelzi, nem szolgál a cikkben szereplő információk forrásmegjelöléseként.

## Külső hivatkozások
- Ezekiel Fryers pályafutásának statisztikái a Soccerbase oldalon (angolul)

- Ezekiel Fryers adatlapja a Manchester United honlapján